# Kisko
Kisko est une ancienne municipalité du sud-ouest de la Finlande, dans la région de Finlande du Sud-Ouest.
Les municipalités d'Halikko, Kiikala, Kisko, Kuusjoki, Muurla, Perniö, Pertteli, Suomusjärvi et Särkisalo ont fusionné avec Salo le 1er janvier 2009.
Le secteur est densément peuplé dès l'âge du bronze, mais la première mention du lieu date du XIVe siècle. Le clocher de l'église est le plus vieux bâtiment encore debout, datant de 1754.
Kisko s'est fait connaître au début des années 1990 à la suite des travaux de l'ingénieur italien Felice Vinci. Il y situe en effet au village de Toija ni plus ni moins que la mythique ville de Troie. Son œuvre très documentée et son approche iconoclaste n'ont pas provoqué une remise en question massive de la découverte de Schliemann, principalement en raison de l'absence de découverte archéologique significative.